# Bolloré Investissement
Pour les articles homonymes, voir Bolloré (homonymie).
Bolloré Investissement était un groupe d'investissement français contrôlé majoritairement par la famille Bolloré, fusionné en 2006 avec le Groupe Bolloré.

## Historique
En 2003, Bolloré revend ses 15.000 hectares de plantations en Malaisie pour un total de 130 millions d'euros.

## Métiers
Société d'investissement qui détenait 91,7 % de Bolloré, 100 % d'OTAL, 99,7 % de Saga et 100 % de la Compagnie des Glénans.
Le groupe est présent dans plusieurs pays dans le monde, dont le Cameroun.

### Autres participations
- 36,5 % de Nord Sumatra Investissements
- 4,9 % de la Socfin
- 5,5 % de la Compagnie du Cambodge
- 5,2 % de la Financière Moncey

## Direction de l'entreprise
Conseil de surveillance :
Comité exécutif :

## Données financières
Année 2004 :
- Chiffre d'affaires : millions d'euros

- Résultat d'exploitation : millions d'euros

- Bénéfice net part du groupe : 77 millions d'euros

- Capitaux propres : millions d'euros

- Capitaux propres et provisions : millions d'euros

- Endettement net : millions d'euros

Année 2003 :
- Chiffre d'affaires : 5 392 millions d'euros

- Résultat d'exploitation : 155 millions d'euros

- Résultat net global : 85 millions d'euros

- Capitaux propres : 1 300 millions d'euros

- Capitaux propres et provisions : 1 499 millions d'euros

- Endettement net 736 millions d'euros

## Actionnariat
- Financière de l'Odet 55,2 % (94,1 % des droits de vote)
- Compagnie du Cambodge 14,2 %
- Bolloré 4,6 %
- Société Industrielle et Financière de l'Artois 4,5 %
- Financière Moncey 4,2 %
- Plantations des Terres Rouges 0,3 %

### Actionnariat passé
- Wifirst 55 %[2] – vendu en 2019[3]

## Données boursières
- Cotation au compartiment A de la bourse de Paris
- code FR0000039299
- Nombre de transactions quotidiennes : 5 000 titres
- Capitalisation : 1 690 millions d'euros